# Trathala acrobasis
Trathala acrobasis är en stekelart som beskrevs av Dasch 1979. Trathala acrobasis ingår i släktet Trathala och familjen brokparasitsteklar. Inga underarter finns listade i Catalogue of Life.